# Nowenna do Miłosierdzia Bożego
Nowenna do Miłosierdzia Bożego (Nowenna przed Świętem Miłosierdzia) – nowenna w Kościele katolickim powstała na podstawie objawień św. siostry Faustyny Kowalskiej, w szczególności odmawiana przez dziewięć dni przed Świętem Miłosierdzia. 

## Nowenna w objawieniach św. Faustyny Kowalskiej
Według św. Faustyny Kowalskiej nowenna ta została częściowo podyktowana jej przez Jezusa Chrystusa w 1937 r.
Nowenna po raz pierwszy została wydana w październiku 1937 roku w publikacji pod tytułem Chrystus, Król miłosierdzia dzięki staraniom bł. ks. Michała Sopoćki. Opracowanie to uzyskało imprimatur krakowskiej kurii. 

## Treść nowenny i sposób jej praktykowania
Treść nowenny została zapisana przez Faustynę Kowalską w Dzienniczku (por. Dz. 1209–1229). Składa się ona ze słów Jezusa Chrystusa oraz rozważań św. Faustyny Kowalskiej. Nowenna odmawiana przed Świętem Miłosierdzia powinna zawierać koronkę do Miłosierdzia Bożego i rozpocząć się w Wielki Piątek. Nowennę do Miłosierdzia Bożego można także odmawiać w innym terminie.
Nowenna powinna być odmawiana w intencjach przewidzianych na poszczególne dni:
- dzień pierwszy – „za ludzkość całą, w szczególności wszystkich grzeszników”,
- dzień drugi – „za dusze kapłańskie i dusze zakonne”,
- dzień trzeci – „za dusze pobożne i wierne”,
- dzień czwarty – „za pogan i tych, którzy jeszcze nie znają Jezusa”,
- dzień piąty – „za dusze heretyków i odszczepieńców”,
- dzień szósty – „za dusze ciche i pokorne, i dusze małych dzieci”,
- dzień siódmy – „za dusze, które szczególnie czczą i wysławiają miłosierdzie”,
- dzień ósmy – „za dusze, które są w więzieniu czyśćcowym”,
- dzień dziewiąty – „za dusze oziębłe”.